# Tysk-österrikiska backhopparveckan 1993/1994
Tysk-österrikiska backhopparveckan 1993/1994 ingick i backhoppningsvärldscupen 1993/1994. 
Man hoppade i Oberstdorf den 30 december 1993, den 1 januari 1994 hoppade man i Garmisch-Partenkirchen och den 4 januari 1994 hoppade man i Innsbruck. Sista deltävlingen i Bischofshofen hoppades den 6 januari 1994.

## Oberstdorf
- Datum: 30 december 1993
- Land:  Tyskland
- Backe: Schattenbergschanze

| Placering | Hoppare            | Land            | Poäng |
| --------- | ------------------ | --------------- | ----- |
| 01        | Jens Weissflog     | Tyskland        | 238,1 |
| 02        | Espen Bredesen     | Norge           | 230,0 |
| 03        | Andreas Goldberger | Österrike       | 217,2 |
| 04        | Jin’ya Nishikata   | Japan           | 216,0 |
| 05        | Takanobu Okabe     | Japan           | 210,0 |
| 06        | Jaroslav Sakala    | Tjeckoslovakien | 208,1 |
| 07        | Dieter Thoma       | Tyskland        | 204,6 |
| 08        | Janne Ahonen       | Finland         | 198,4 |
| 09        | Roberto Cecon      | Italien         | 195,1 |
| 010       | Lasse Ottesen      | Norge           | 190,0 |

## Garmisch-Partenkirchen
- Datum: 1 januari 1994
- Land:  Tyskland
- Backe: Große Olympiaschanze

| Placering | Hoppare            | Land            | Poäng |
| --------- | ------------------ | --------------- | ----- |
| 01        | Espen Bredesen     | Norge           | 238,6 |
| 02        | Jens Weissflog     | Tyskland        | 231,0 |
| 03        | Takanobu Okabe     | Japan           | 228,7 |
| 04        | Jaroslav Sakala    | Tjeckoslovakien | 226,8 |
| 05        | Andreas Goldberger | Österrike       | 224,6 |
| 06        | Roberto Cecon      | Italien         | 221,5 |
| 06        | Lasse Ottesen      | Norge           | 221,5 |
| 08        | Heinz Kuttin       | Österrike       | 219,1 |
| 09        | Masahiko Harada    | Japan           | 217,0 |
| 010       | Nicolas Dessum     | Frankrike       | 216,6 |

## Innsbruck
- Datum: 4 januari 1994
- Land:  Österrike
- Backe: Bergiselschanze

| Placering | Hoppare            | Land            | Poäng |
| --------- | ------------------ | --------------- | ----- |
| 01        | Andreas Goldberger | Österrike       | 233,4 |
| 02        | Jens Weissflog     | Tyskland        | 229,4 |
| 03        | Noriaki Kasai      | Japan           | 222,2 |
| 04        | Jaroslav Sakala    | Tjeckoslovakien | 218,1 |
| 05        | Espen Bredesen     | Norge           | 217,7 |
| 06        | Heinz Kuttin       | Österrike       | 209,2 |
| 07        | Werner Rathmayr    | Österrike       | 207,9 |
| 08        | Roberto Cecon      | Italien         | 207,7 |
| 09        | Masahiko Harada    | Japan           | 202,4 |
| 010       | Roar Ljøkelsøy     | Norge           | 200,6 |

## Bischofshofen
- Datum: 6 januari 1994
- Land:  Österrike
- Backe: Paul-Ausserleitner-Schanze

| Placering | Hoppare            | Land      | Poäng |
| --------- | ------------------ | --------- | ----- |
| 01        | Espen Bredesen     | Norge     | 245,0 |
| 02        | Noriaki Kasai      | Japan     | 232,2 |
| 03        | Jens Weissflog     | Tyskland  | 224,8 |
| 04        | Roberto Cecon      | Italien   | 217,5 |
| 05        | Andreas Goldberger | Österrike | 216,6 |
| 06        | Hansjörg Jäkle     | Tyskland  | 202,0 |
| 07        | Heinz Kuttin       | Österrike | 200,8 |
| 08        | Takanobu Okabe     | Japan     | 195,5 |
| 09        | Nicolas Dessum     | Frankrike | 195,0 |
| 010       | Janne Ahonen       | Finland   | 194,3 |

## Slutställning
| Placering | Hoppare            | Land      | Poäng |
| --------- | ------------------ | --------- | ----- |
| 01        | Espen Bredesen     | Norge     | 931,3 |
| 02        | Jens Weissflog     | Tyskland  | 923,3 |
| 03        | Andreas Goldberger | Österrike | 891,8 |
| 04        | Noriaki Kasai      | Japan     | 848,2 |
| 05        | Jaroslav Sakala    | Tjeckien  | 845,5 |
| 06        | Roberto Cecon      | Italien   | 841,8 |
| 07        | Heinz Kuttin       | Österrike | 815,1 |
| 08        | Dieter Thoma       | Tyskland  | 781,6 |
| 09        | Janne Väätäinen    | Finland   | 771,2 |
| 010       | Roar Ljøkelsøy     | Norge     | 754,9 |